# Breaking the Surface: The Greg Louganis Story
Breaking the Surface: The Greg Louganis Story é um telefilme de 1997 sobre o mergulhador Greg Louganis, baseado no livro best-seller de 1996, Breaking the Surface, co-escrito por Greg Louganis e Eric Marcus, que ficou no topo da lista de Best Seller do New York Times por 5 semanas. Este foi o último filme dirigido por Steven Hilliard Stern antes de morrer em 2018.

## Enredo
Em Seul, 1988, Greg Louganis (interpretado por Mario López) bate no trampolim enquanto mergulha em direção à água cortando a cabeça. Mergulhando na água, Greg começa a ter flashbacks: quando era um garoto sendo ridicularizado pelos valentões da vizinhança; seu pai adotivo (interpretado por Michael Murphy) não o aceita e é autoritário; conquista da medalha de prata; o campeonato mundial de 1982; duas medalhas de ouro nos Jogos Olímpicos de Verão de 1984 em Los Angeles; as lutas de um relacionamento abusivo com Tom Barrett; o câncer terminal de seu pai; A batalha perdida de Tom contra a AIDS e o status HIV positivo de Greg. Depois que os médicos em Seul suturaram o ferimento na cabeça de Greg, ele volta à competição e conquista mais duas medalhas de ouro. Após a morte de seu pai e a batalha perdida de Tom contra a AIDS, Greg decide se assumir e divulgar todos os aspectos de sua vida como atleta gay.

## Elenco
- Mario López como Greg Louganis
- Michael Murphy como Pete Louganis
- Rosemary Dunsmore como Frances Louganis
- Jeffrey Meek como Tom Barrett
- Megan Leitch como Megan Neyer
- Jonathan Scarfe como Keith
- Fulvio Cecere como John Anders
- Patrick David como jovem Greg Louganis
- Rafael Rojas III como Greg (9 anos)
- Bruce Weitz como Ron O'Brien
- Gregor Trpin como Scott Cranham
- Greg Louganis como ele mesmo

## Prêmios
Mario López foi indicado ao ALMA Award de "Melhor Desempenho Individual em Filme ou Minissérie Feito para a Televisão em Papel Crossover".